# Henry Melchior Muhlenberg

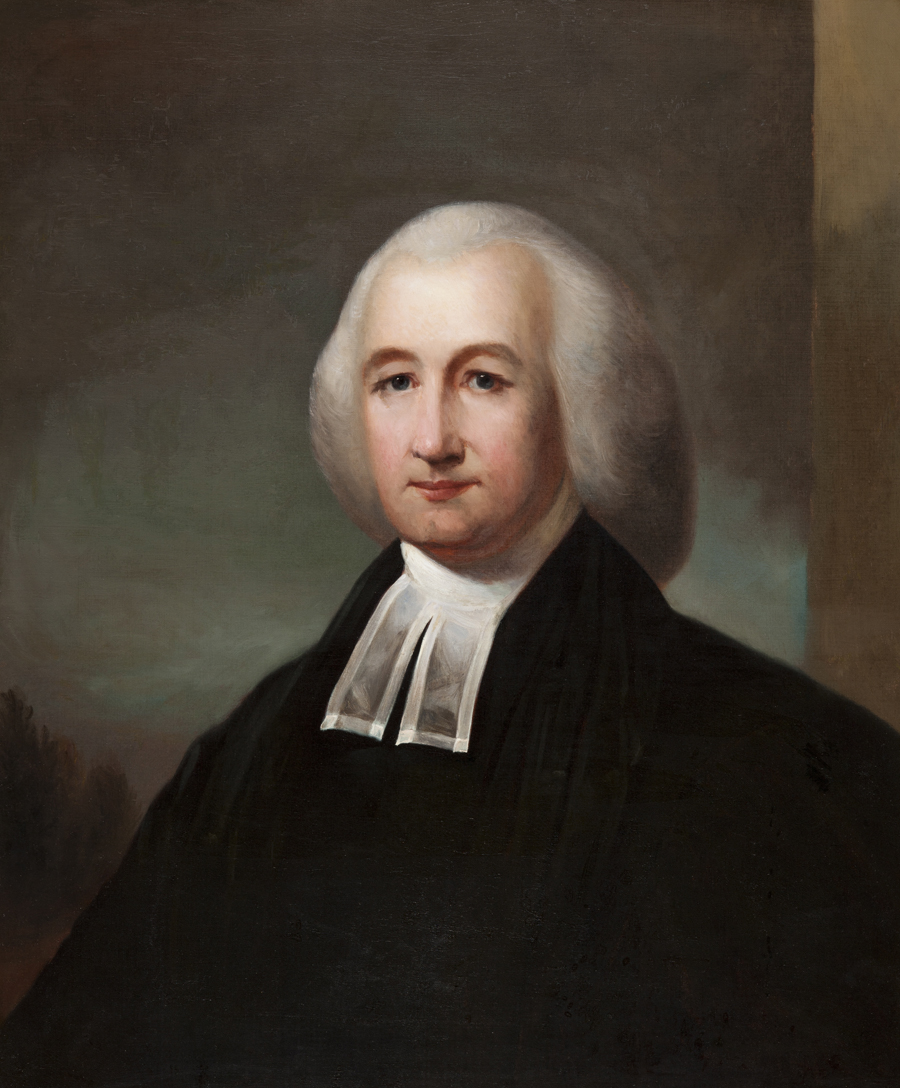
Henry Melchior Muhlenberg (ca. 1780)

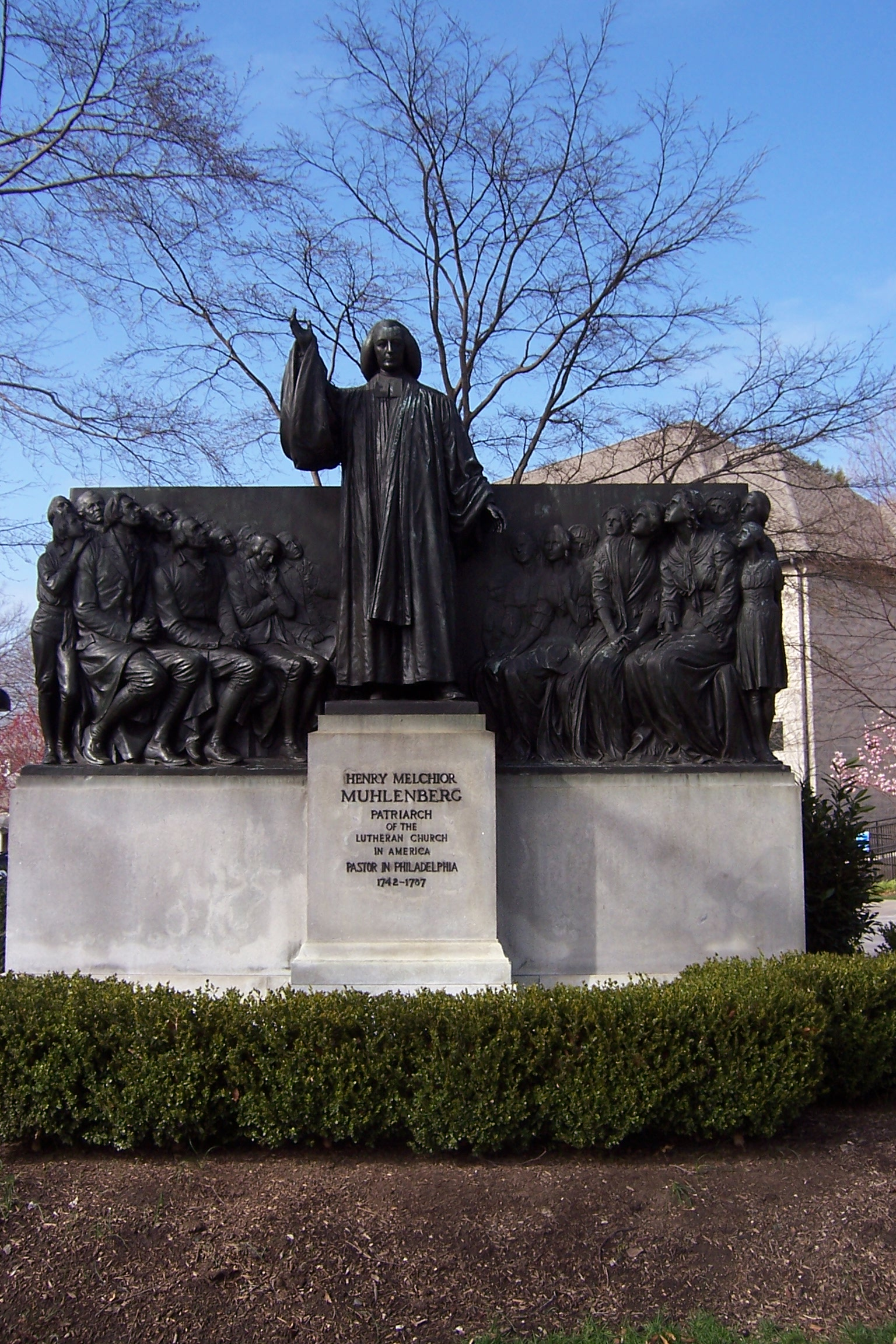
Mühlenberg-Denkmal vor dem Lutherischen Theologischen Seminar in Philadelphia

Henry Melchior Muhlenberg (* 6. September 1711 in Einbeck; † 7. Oktober 1787 in Providence, Pennsylvania, heute: Trappe, Montgomery County), eigentlich: Heinrich (Melchior) Mühlenberg, war ein deutscher lutherischer Pastor, der nach Britisch-Nordamerika entsandt wurde. Er gilt als Begründer des deutschsprachigen lutherischen Gemeindewesens in den Kolonien und wird deshalb als „Patriarch der lutherischen Kirche in Nordamerika“ bezeichnet.

## Leben und Werk

### Lebenslauf
Heinrich Melchior Mühlenberg wurde nach einem Studium der Theologie in Göttingen und Halle und seiner Ordination in Leipzig 1741 von Gotthilf August Francke, dem Sohn von August Hermann Francke und Direktor der Franckeschen Stiftungen zu Halle, nach deren Anfrage und Mühlenbergs Zustimmung zunächst für drei Jahre als lutherischer Pfarrer dreier deutschsprachiger Gemeinden in Pennsylvanien (Philadelphia, Providence und New Hanover) entsandt, die bis dahin unorganisiert und kaum mit geistlichem Beistand versorgt waren. Nach seiner Ankunft in Philadelphia 1742 begann er nach deren schnell erfolgender Anerkennung durch die Gemeinden rasch mit dem Aufbau einer institutionalisierten lutherischen Kirche. Durch den ausgesprochen langen Korrespondenzweg (Briefe konnten nur per Schiff befördert werden, dementsprechend ließ die Antwort lange auf sich warten) musste Mühlenberg, der inzwischen seinen Namen in Muhlenberg anglisiert hatte, eigene Wege finden.
Kurz nach seiner Ankunft 1742 geriet Mühlenberg in einen Konflikt mit Nikolaus Ludwig von Zinzendorf, der seinerseits 1741 nach Pennsylvania gereist war, um sich um die deutschen Protestanten zu kümmern, die er unter Beibehaltung ihrer konfessionellen Praktiken zu einem Rat der Kirchen einigen wollte, in dem sie zusammenarbeiteten, statt sich Konkurrenz zu machen. Dies entsprach seinem missionarischen Auftrag.
Mühlenberg hingegen, dessen Auftrag als Pfarrer dem einer Missionierung nicht entsprach, setzte indessen einen nach langem Suchen gefundenen Weg um: Dieser beinhaltete einerseits wesentliche Elemente einer durch die Gemeindeglieder getragenen Selbstverwaltung der Gemeinden durch Laienvertreter (was der damaligen Lebenswirklichkeit entsprach), jedoch andererseits auch die ausschließliche geistliche Führung durch die (durch die Gemeinden selbst gewählten) Pfarrer. Diese Umsetzung gelang ihm persönlich durch einen untadeligen Lebenswandel und seinen Ruf als lebendiger Prediger einerseits sowie andererseits durch seinen Willen zur unbedingten Erfüllung der seelsorgerlichen Erwartungen, die von den weit auseinanderliegenden Gemeinden ausgingen und die er erfüllte, obwohl sie immer wieder bis an die Grenze der physischen Erschöpfung Mühlenbergs führten.

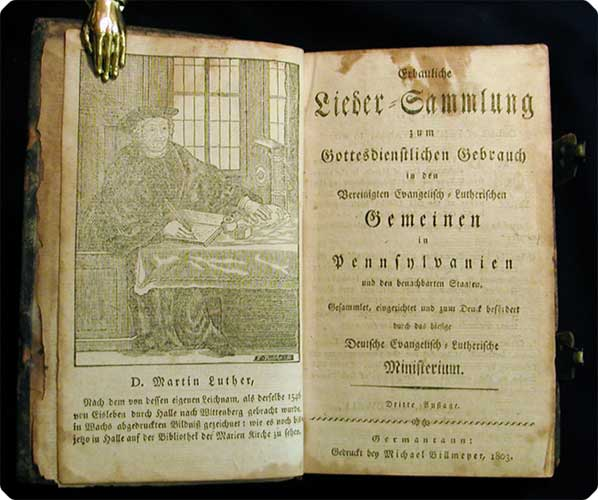
Von Mühlenberg angeregtes Gesangbuch (4. Auflage 1803)

Neben dem Bau von Kirchen und Schulen wurde unter seiner maßgeblichen Leitung der deutsche Gemeindeverband des evangelisch-lutherischen Ministeriums von Pennsylvanien und benachbarten Staaten, zunächst in der Provinz Pennsylvania (1748) und später dann auch separat für die Provinz New York (1786) begründet. Auf sein Betreiben wurde ferner im Jahre 1762 für die Stadtgemeinde Philadelphia eine eigene Kirchenordnung erlassen, die weiteren lutherischen Gemeinden als Vorbild diente. Ebenso verfasste er einen Entwurf für ein eigenes Gesangbuch, das so genannte Mühlenbergsche Gesangbuch, das erstmals 1786 erschien. Mühlenberg starb am 7. Oktober 1787 in Providence/Pennsylvanien.

### Nachfahren
Henry Melchior Mühlenberg heiratete 1745 Anna Maria Weiser (1727–1802), eine Tochter von Conrad Weiser (1696–1760). Aus den Nachfahren der Mühlenberg/Muhlenberg-Familie gingen später zahlreiche amerikanische Politiker hervor. Mitglieder der sog. „Muhlenberg-Dynastie“ in den Vereinigten Staaten:
- Peter Muhlenberg (1746–1807), General der revolutionären Kontinentalarmee, später Kongressabgeordneter und Senator
- Frederick Muhlenberg (1750–1801), Mitglied des Kontinentalkongresses, erster Sprecher des amerikanischen Repräsentantenhauses, Namensgeber der Muhlenberg-Legende
- Henry Ernest Muhlenberg (1753–1815), bedeutender Naturforscher im regen Austausch mit deutschen und nordamerikanischen Gelehrten. Erforschte systematisch die nordamerikanische Fauna
- John Andrew Shulze (1774–1852), Sohn von Eva Elisabeth Mühlenberg (1748–1808), 6. Gouverneur des Bundesstaates Pennsylvania
- Henry A. P. Muhlenberg (1782–1844), Kongressabgeordneter und erster Gesandter der Vereinigten Staaten in Österreich
- Francis Swaine Muhlenberg (1795–1831), Kongressabgeordneter
- William Augustus Mühlenberg (1796–1877), Pfarrer der Episkopalkirche
- Henry Augustus Muhlenberg (1823–1854), Kongressabgeordneter
- Frederick Augustus Muhlenberg (1887–1980), Kongressabgeordneter und Soldat im Ersten und Zweiten Weltkrieg

Mühlenbergs
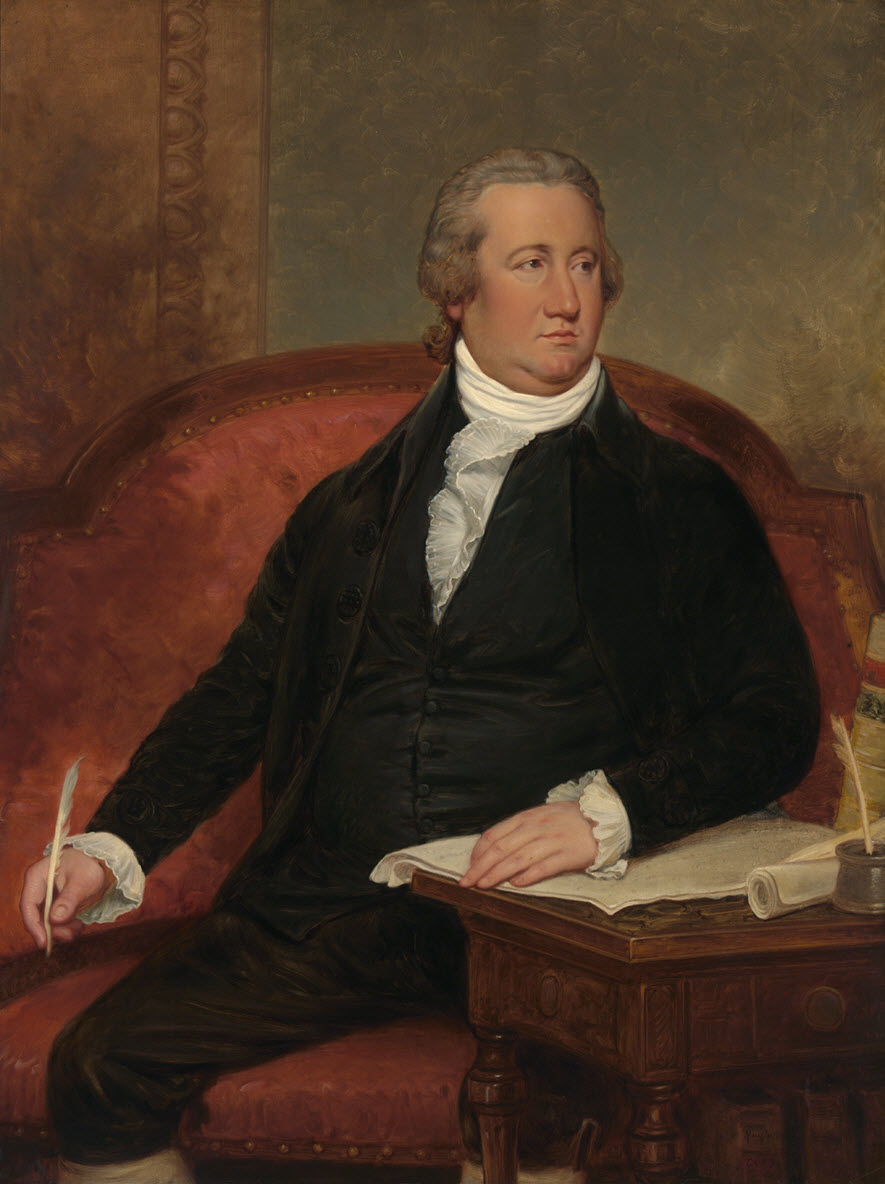
Frederick Muhlenberg (1750–1801)
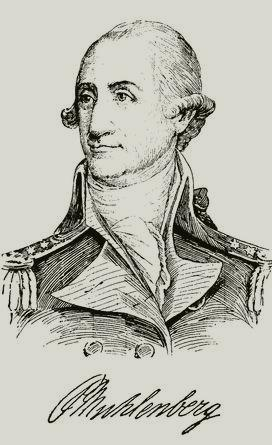
Peter Muhlenberg (1746–1807)
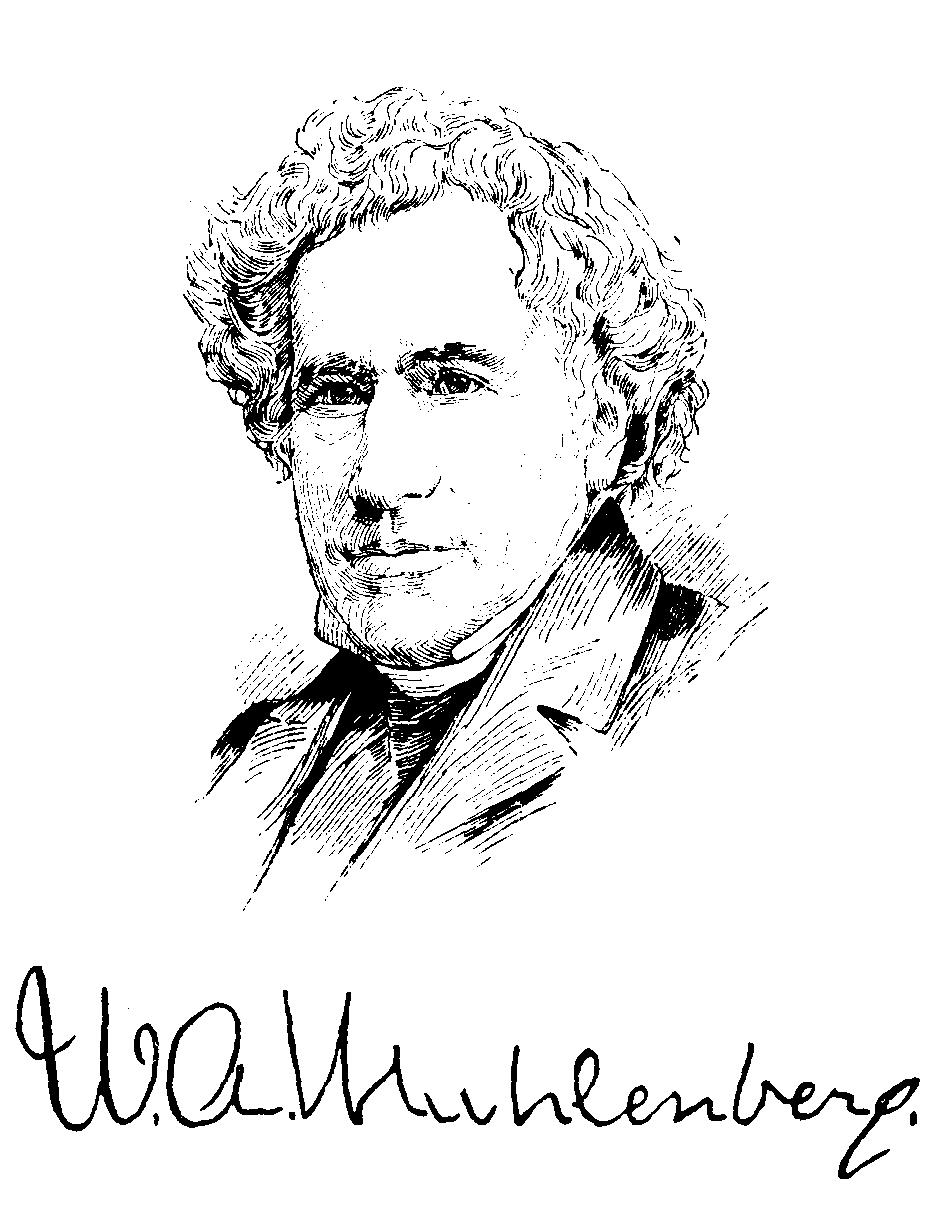
William Augustus Mühlenberg (1796–1877)

### Muhlenberg College
Nach dem „Vater des amerikanischen Luthertums“ ist auch das 1848 gegründete und bis heute mit der Evangelisch-Lutherischen Kirche in Amerika affiliierte Muhlenberg College, eine Hochschule mit Schwerpunkt auf den Geisteswissenschaften, benannt.

## Gedenktag
Mühlenbergs Gedenktag am 7. Oktober gilt für folgende Kirchen:
- Evangelische Kirche in Deutschland[2]
- Evangelisch-Lutherische Kirche in Amerika[3]
- Lutherische Kirche – Missouri-Synode[4]

## Rezeption

### Buch
- 2023 erschien das Buch Söhne der Freiheit: Eine deutsche Einwandererfamilie und die Gründung der Vereinigten Staaten des Schriftstellers und Historikers Johannes Ehrmann, das die Rolle Heinrich Mühlenbergs und die seiner Söhne Peter und Friedrich als deutsche Migranten in der Amerikanischen Revolution beleuchtet (Klett-Cotta Verlag, Stuttgart 2023, ISBN 978-3-608-98718-8).

### Wanderausstellung
- 2011: 300 Jahre Heinrich Melchior Mühlenberg (1711–1787). Patriarch der Lutherischen Kirche in Nordamerika. Gefördert von der deutschen Botschaft in Washington, in Zusammenarbeit mit dem Lutheran Theological Seminary in Philadelphia, Pennsylvania und mit anderen Stellen wurde die Ausstellung in deutscher und englischer Sprache an verschiedenen Orten in den USA und Deutschland gezeigt.

### Roman
- Eberhard Görner: In Gottes eigenem Land. Heinrich Melchior Mühlenberg – der Vater des amerikanischen Luthertums. Mitteldeutscher Verlag, Halle 2011, ISBN 978-3-89812-766-0.

### Theaterstück
- Der Roman von Eberhard Görner (2011) wurde von Olaf Hörbe als Schauspiel In Gottes eigenem Land dramatisiert. Dieses hatte in der Inszenierung von Damian Cruden am 29. April 2017 Premiere an den Landesbühnen Sachsen (Stammhaus in Radebeul).

## Werke

### Tagebücher
- Theodore G. Tappert, John W. Doberstein (Hrsg.): The Journals of Henry Melchior Mühlenberg. 3 Bände, Philadelphia 1942–1958. Reprint Philadelphia/Evansville 1982.
- Thomas Müller-Bahlke (Hrsg. und Einleitung): Tagebücher. In: Heinrich Melchior Mühlenberg – Selbstbiographie von 1711–1743. Halle, Francke’sche Stiftungen, 2011. ISBN 978-3-939922-32-2.

### Korrespondenz
- Die Korrespondenz Heinrich Melchior Mühlenbergs aus der Anfangszeit des deutschen Luthertums in Nordamerika. Hrsg. in Zusammenarbeit mit dem Hauptarchiv der Franckeschen Stiftungen Halle von Kurt Aland und Hermann Wellenreuther. 5 Bände, Berlin/New York: de Gruyter 1986–2002 (Texte zur Geschichte des Pietismus; Abt. 3: Handschriftlicher Nachlass August Hermann Francke)